# Окнянська селищна рада
Окня́нська се́лищна ра́да — орган місцевого самоврядування Окнянської селищної громади у Окнянському районі Одеської області. Утворена в 1959 році як адміністративно-територіальна одиниця.

## Склад ради
Рада складається з 20 депутатів та голови.
- Голова ради:
- Секретар ради: Кушнір Галина Миколаївна

### Керівний склад попередніх скликань
| Прізвище, ім'я, по батькові        | Основні відомості                                           | Дата обрання | Дата звільнення |
| ---------------------------------- | ----------------------------------------------------------- | ------------ | --------------- |
| Євтуховський Валентин Анатолійович | Селищний голова, 1957 року народження, член Партії регіонів | 26.03.2006   | 31.10.2010      |

Примітка: таблиця складена за даними сайту Верховної Ради України

### Депутати
За результатами місцевих виборів 2010 року депутатами ради стали:

#### За суб'єктами висування
| Суб'єкт висування                                       | Кількість обраних депутатів | %    |
| ------------------------------------------------------- | --------------------------- | ---- |
| Партія регіонів                                         | 14                          | 46,7 |
| Соціалістична партія України                            | 6                           | 20   |
| Народна партія                                          | 5                           | 16,7 |
| Партія Християнсько-Демократичний Союз                  | 2                           | 6,7  |
| Комуністична партія України                             | 1                           | 3,3  |
| Політична партія Всеукраїнське об'єднання «Батьківщина» | 1                           | 3,3  |
| Самовисування                                           | 1                           | 3,3  |

#### За округами
| № округу                                                | Прізвище, ім'я, по батькові       | Дата визнання обраним | Освіта             | Партійна приналежність             | Відомості про обраного депутата                                                     |
| ------------------------------------------------------- | --------------------------------- | --------------------- | ------------------ | ---------------------------------- | ----------------------------------------------------------------------------------- |
| Комуністична партія України                             |                                   |                       |                    |                                    |                                                                                     |
| 28                                                      | Ковальський Михайло Едуардович    | 01.11.2010            | середня спеціальна | член Комуністичної партії України  | філія «Красноокнянський райавтодор», водій                                          |
| Народна Партія                                          |                                   |                       |                    |                                    |                                                                                     |
| 4                                                       | Зубович Віктор Олександрович      | 01.11.2010            | вища               | член Народної партії               | ПП «Красноокнянська друкарня», директор                                             |
| 8                                                       | Дьоготь Олексій Миколайович       | 01.11.2010            | середня            | позапартійний                      | Великодолинське лісництво Одеської області, бджоляр                                 |
| 13                                                      | Іванова Олена Вікторівна          | 01.11.2010            | вища               | член Народної партії               | Окнянський навчально-виховний комплекс, вчитель                                     |
| 16                                                      | Мехеда Світлана Андріївна         | 01.11.2010            | середня спеціальна | член Народної партії               | відділ освіти Окнянської РДА, секретар                                              |
| 27                                                      | Буга Сергій Валентинович          | 01.11.2010            | середня            | член Народної партії               | Окнянський навчально-виховний комплекс, заступник директора з господарської частини |
| Партія регіонів                                         |                                   |                       |                    |                                    |                                                                                     |
| 1                                                       | Петрова Тетяна Іванівна           | 01.11.2010            | вища               | член Партії регіонів               | фінансове управління Окнянської РДА, начальник відділу, головний бухгалтер          |
| 6                                                       | Кравчик Зінаїда Василівна         | 01.11.2010            | вища               | позапартійна                       | районний відділ освіти, завідувачка районного методичного кабінету                  |
| 11                                                      | Бесараба Валентина Василівна      | 01.11.2010            | вища               | член Партії регіонів               | ДКП «Красноокнянський водоканал», директор                                          |
| 15                                                      | Слюсаренко Євгеній Федорович      | 01.11.2010            | вища               | член Партії регіонів               | Окнянська районна рада, радник голови з юридичного забезпечення                     |
| 18                                                      | Плошниця Людмила Миколаївна       | 01.11.2010            | вища               | член Партії регіонів               | Красноокнянське відділення АГ «Імексбанк», начальник                                |
| 19                                                      | Туренко Альвіна Вікторівна        | 01.11.2010            | вища               | член Партії регіонів               | управління Держказначейства, начальник відділу                                      |
| 20                                                      | Безименко Інеса Анатоліївна       | 01.11.2010            | вища               | член Партії регіонів               | ВАТ «Державний ощадбанк України», головний ревізор відділу ревізії та контролю      |
| 22                                                      | Шестакова Алла Петрівна           | 01.11.2010            | вища               | член Партії регіонів               | Окнянська РДА, начальник відділу у справах сім'ї, молоді та спорту                  |
| 23                                                      | Мельник Микола Володимирович      | 27.12.2010            | вища               | член Партії регіонів               | Окнянська РДА Одеської обл., завідувач сектору                                      |
| 24                                                      | Костюк Василь Миколайович         | 01.11.2010            | вища               | член Партії регіонів               | Окнянська селищна рада, юрисконсульт                                                |
| 25                                                      | Кушнір Галина Миколаївна          | 01.11.2010            | вища               | член Партії регіонів               | Окнянська селищна рада, секретар                                                    |
| 26                                                      | Дубецька Валентина Борисівна      | 01.11.2010            | вища               | член Партії регіонів               | централізована бібліотечна система, директор                                        |
| 29                                                      | Якимчук Валентина Олексіївна      | 01.11.2010            | середня спеціальна | член Партії регіонів               | приватний підприємець                                                               |
| 30                                                      | Черниш Ірина Віталіївна           | 01.11.2010            | середня спеціальна | член Партії регіонів               | Флоранський фельдшерсько-акушерський пункт, завідувачка                             |
| Партія Християнсько-Демократичний Союз                  |                                   |                       |                    |                                    |                                                                                     |
| 10                                                      | Константинов Сергій Миколайович   | 01.11.2010            | вища               | позапартійний                      | тимчасово не працює                                                                 |
| 21                                                      | Запорожець Віталій Віталійович    | 01.11.2010            | вища               | позапартійний                      | пенсіонер                                                                           |
| Політична партія Всеукраїнське об'єднання «Батьківщина» |                                   |                       |                    |                                    |                                                                                     |
| 3                                                       | Мержиєвський Олексій Федорович    | 01.11.2010            | середня            | позапартійний                      | пенсіонер                                                                           |
| Соціалістична партія України                            |                                   |                       |                    |                                    |                                                                                     |
| 5                                                       | Чмихало Наталія Вікторівна        | 01.11.2010            | середня спеціальна | член Соціалістичної партії України | ЦРЛ, медична сестра                                                                 |
| 7                                                       | Мельниченко Наталя Миколаївна     | 01.11.2010            | середня            | член Соціалістичної партії України | ЦРЛ, акушерка                                                                       |
| 9                                                       | Пастух Микола Іванович            | 01.11.2010            | середня спеціальна | член Соціалістичної партії України | відділ освіти Окнянської РДА, механік                                               |
| 12                                                      | Сланевський Володимир Миколайович | 01.11.2010            | вища               | член Соціалістичної партії України | пенсіонер                                                                           |
| 14                                                      | Толстенко Людмила Вікторівна      | 01.11.2010            | середня спеціальна | член Соціалістичної партії України | управління ПФУ в Окнянському районі, головний спеціаліст                            |
| 17                                                      | Куниця Ірина Петрівна             | 01.11.2010            | середня спеціальна | член Соціалістичної партії України | приватний підприємець                                                               |
| Самовисування                                           |                                   |                       |                    |                                    |                                                                                     |
| 2                                                       | Бондаренко Євген Павлович         | 01.11.2010            | вища               | позапартійний                      | пенсіонер                                                                           |